# Goya/Beste Produktionsleitung

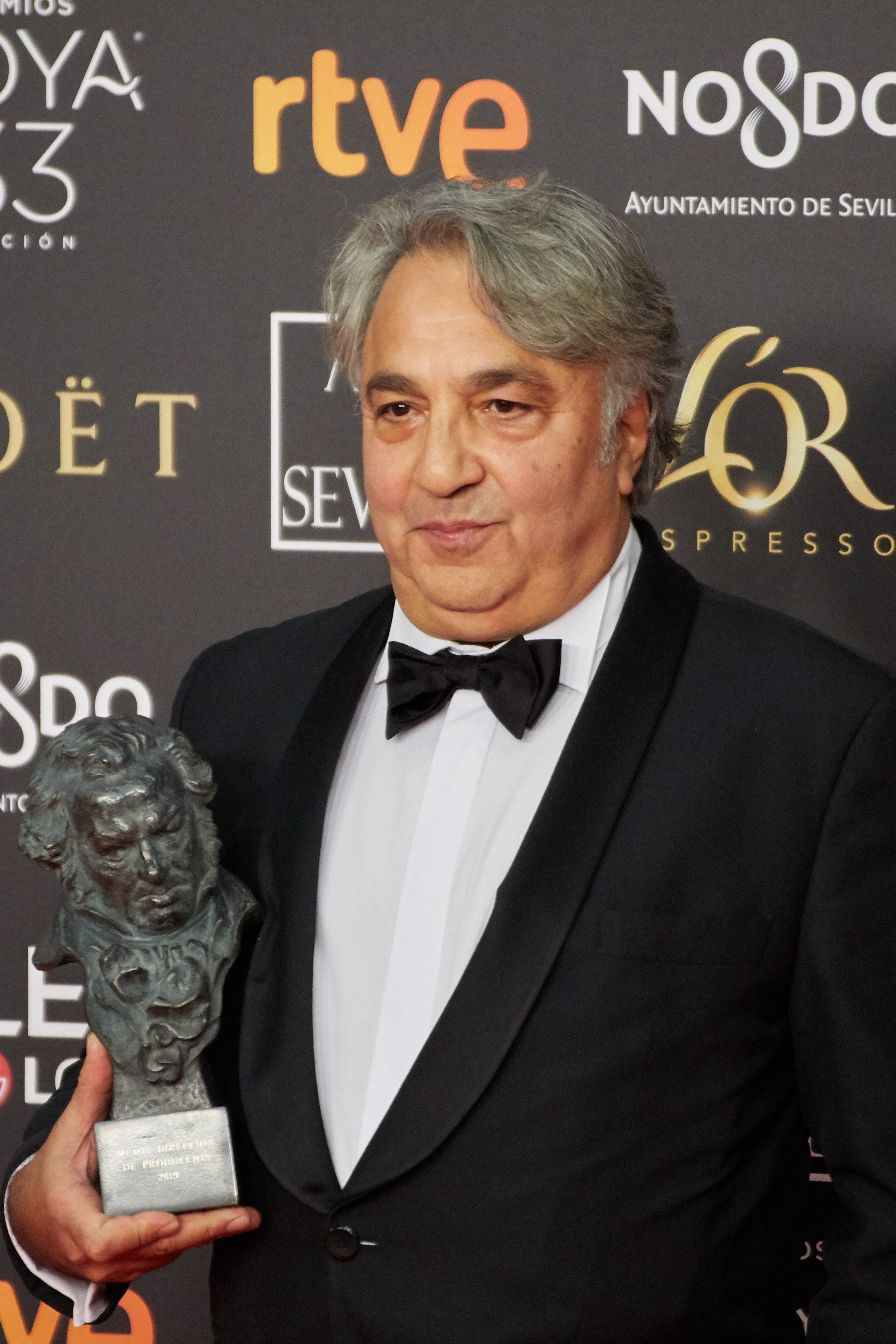
Der Preisträger von 2019: Yousaf Bokhari

Gewinner und Nominierte für den spanischen Filmpreis Goya in der Kategorie Beste Produktionsleitung (Mejor dirección de producción) seit der Verleihung im Jahr 1988, bei der erstmals der Goya in dieser Kategorie vergeben wurde. Ausgezeichnet werden die besten Produktionsleiter einheimischer Filmproduktionen (auch spanische Koproduktionen) des jeweils vergangenen Jahres.
| Statistik                          | Name                 | Anzahl | Jahr                                              |
| ---------------------------------- | -------------------- | ------ | ------------------------------------------------- |
| Häufigste Auszeichnungen           | José Luis Escolar    | 4      | 1995, 1996, 1998, 2010                            |
| Häufigste Nominierungen (* = Sieg) | Esther García        | 8      | 1989, 1992, 1993*, 1994, 2000*, 2005, 2006*, 2015 |
| Häufigste Nominierungen ohne Sieg  | Carmen Martínez Rebé | 5      | 1996, 1997, 2000, 2001, 2021                      |

Die unten aufgeführten Filme werden mit ihrem deutschen Verleihtitel (sofern vorhanden) angegeben, danach folgt in Klammern in kursiver Schrift der spanische Originaltitel.

## 1980er Jahre
1988
Marisol Carnicero – Cara de acelga
- Mario Morales – Asignatura aprobada
- Daniel Vega – Police (Policía)

1989
Jose G. Jacoste – Remando al viento
- Emiliano Otegui – Berlin Blues (Berlín Blues)
- Esther García – Frauen am Rande des Nervenzusammenbruchs (Mujeres al borde de un ataque de nervios)
- Marisol Carnicero – Pasodoble
- Víctor Albarrán – El Dorado – Gier nach Gold (El Dorado)

## 1990er Jahre
1990
José López Rodero – Twisted Obsession (El sueño del mono loco)
- Marisol Carnicero – Esquilache
- Andrés Santana – Bajarse al moro
- Andrés Santana – El mar y el tiempo
- Francisco Villar, Jaime Fernández-Cid, Adolfo Cora, Chihab Gharbi und Selma Beccar – El niño de la luna

1991
Víctor Albarrán – Ay Carmela! – Lied der Freiheit (¡Ay, Carmela!)
- Primitivo Álvaro – Briefe von Alou (Las cartas de Alou)
- Esther García – Fessle mich! (¡Átame!)

1992
Andrés Santana – Der verblüffte König (El rey pasmado)
- José Luis García Arrojo – Beltenebros
- Alejandro Vázquez – Don Juan en los infiernos

1993
Esther García – Aktion Mutante (Acción mutante)
- Cristina Huete – Belle Epoque (Belle epoque)
- Antonio Guillén Rey – The Fencing Master (El maestro de esgrima)

1994
José Luis García Arrojo – Tirano Banderas
- Esther García – Kika
- Ricardo García Arrojo – Todos a la cárcel

1995
José Luis Escolar – Im Sog der Leidenschaft (La pasión turca)
- Andrés Santana – Deine Zeit läuft ab, Killer (Días contados)
- José Luis García Arrojo – El detective y la muerte

1996
José Luis Escolar – Nadie hablará de nosotras cuando hayamos muerto
- Josean Gómez – Boca A Boca (Boca a boca)
- Carmen Martínez Rebé – El día de la bestia

1997
Emiliano Otegui – Tesis – Der Snuff-Film (Tesis)
- Luis Gutiérrez – Libertarias
- Carmen Martínez Rebé – Más allá del jardín

1998
José Luis Escolar – Perdita Durango
- Yousaf Bokhari – Dem Tod auf der Spur (Territorio Comanche)
- Roberto Manni – Das Zimmermädchen der Titanic (La camarera del Titanic)

1999
Angélica Huete – Das Mädchen deiner Träume (La niña de tus ojos)
- Luis María Delgado und Valentín Panero – El abuelo
- Mikel Nieto – La hora de los valientes
- Emiliano Otegui – Virtual Nightmare – Open Your Eyes (Abre los ojos)

## 2000er Jahre
2000
Esther García – Alles über meine Mutter (Todo sobre mi madre)
- Carmen Martínez Rebé – Goya (Goya en Burdeos)
- Emiliano Otegui – La lengua de las mariposas
- Eduardo Santana – Solas

2001
Luis María Delgado – You’re the One (una historia de entonces)
- Carmen Martínez Rebé – Lázaro de Tormes
- Juanma Pagazaurtandua – Allein unter Nachbarn – La comunidad (La comunidad)
- Tino Pont – El corazón del guerrero

2002
Miguel Ángel González und Emiliano Otegui – The Others
- Carlos Bernases – Juana la Loca
- Angélica Huete – Sin noticias de Dios
- José Luis Jiménez – Intacto

2003
Fernando Victoria de Lecea – La caja 507
- Javier Arsuaga – Guerreros
- Luis Gutiérrez – El embrujo de Shanghai
- Andrés Santana – Carols Reise (El viaje de Carol)

2004
Luis Manso und Marina Ortiz – Clever & Smart (La gran aventura de Mortadelo y Filemón)
- Josean Gómez – El misterio Galindez
- Pilar Robla – Al sur de Granada
- Ana Vila – Carmen

2005
Emiliano Otegui – Das Meer in mir (Mar adentro)
- Esther García – La Mala Educación – Schlechte Erziehung (La mala educación)
- Juanma Pagazaurtandua – Ein ferpektes Verbrechen (Crimen ferpecto)
- Miguel Torrente und Cristina Zumárraga – El Lobo – Der Wolf (El Lobo)

2006
Esther García – Das geheime Leben der Worte (La vida secreta de las palabras)
- Ernesto Chao und Eduardo Santana – Havanna Blues (Habana Blues)
- Puy Oria – Obaba
- Tino Pont – Camarón – Als Flamenco Legende wurde (Camarón)

2007
Cristina Zumárraga – Alatriste
- Bernat Elías – Salvador – Kampf um die Freiheit (Salvador (Puig Antich))
- Toni Novella – Volver – Zurückkehren (Volver)
- Eduardo Santana, Ricardo García Arrojo und Guido Simonetti – Die Borgias (Los Borgia)

2008
Sandra Hermida – Das Waisenhaus (El orfanato)
- Martín Cabañas – Las 13 rosas
- Juan Carmona und Salvador Gómez Cuenca – Luz de domingo
- Teresa Cepeda – Oviedo Express

2009
Rosa Romero – Oxford Murders (The Oxford Murders)
- Rafael Cuervo und Mario Pedraza – Las Bandidas – Kann Rache schön sein! (Solo quiero caminar)
- Emiliano Otegui – Los girasoles ciegos
- Cristina Zumárraga – Che – Revolución (Che – Part One: The Argentine)

## 2010er Jahre
2010
José Luis Escolar – Agora – Die Säulen des Himmels (Agora)
- Eduardo Castro – El baile de la Victoria
- Alicia Tellería – Zelle 211 – Der Knastaufstand (Celda 211)
- Cristina Zumárraga – Che – Guerrilla (Che – Part Two: Guerrilla)

2011
Cristina Zumárraga – Und dann der Regen (También la lluvia)
- Yousaf Bokhari – Mad Circus – Eine Ballade von Liebe und Tod (Balada triste de trompeta)
- Aleix Castellón – Pa negre
- Toni Novella und Edmon Roch – The Outlaw – Krieger aus Leidenschaft (Lope)

2012
Andrés Santana – Blackthorn
- Toni Carrizosa – Eva
- Paloma Molina – No habrá paz para los malvados
- Toni Novella – Die Haut, in der ich wohne (La piel que habito)

2013
Sandra Hermida – The Impossible (Lo imposible)
- Josep Amorós – Blancanieves
- Angélica Huete – Das Mädchen und der Künstler (El artista y la modelo)
- Manuela Ocón – Kings of the City (Grupo 7)

2014
Carlos Bernases – Die Hexen von Zugarramurdi (Las brujas de Zugarramurdi)
- Josep Amorós – The Last Days – 12 Wochen nach der Panik (Los últimos días)
- Marta Sánchez de Miguel – Drei Hochzeiten zu viel (3 bodas de más)
- Koldo Zuazua – Das Geheimnis der Murmel-Gang (Zipi y Zape y el club de la caníca)

2015
Edmon Roch und Toni Novella – El Niño – Jagd vor Gibraltar (El Niño)
- Luis Fernández Lago und Julián Larrauri – Clever & Smart – In geheimer Mission (Mortadelo y Filemón contra Jimmy el Cachondo)
- Esther García – Wild Tales – Jeder dreht mal durch! (Relatos salvajes)
- Manuela Ocón – La isla mínima – Mörderland (La isla mínima)

2016
Andrés Santana und Marta Miró – Nobody Wants the Night (Nadie quiere la noche)
- Carla Pérez de Albéniz – Anrufer unbekannt (El desconocido)
- Toni Novella – Palmen im Schnee – Eine grenzenlose Liebe (Palmeras en la nieve)
- Luis Fernández Lago – A Perfect Day (Un día perfecto)

2017
Sandra Hermida – Sieben Minuten nach Mitternacht (A Monster Calls)
- Carlos Bernases – 1898. Los últimos de Filipinas
- Manuela Ocón – Paesa – Der Mann mit den tausend Gesichtern (El hombre de las mil caras)
- Pilar Robla – The Queen of Spain (La reina de España)

2018
Ander Sistiaga – Handia
- Alex Boyd und Jordi Berenguer – Der Buchladen der Florence Green (The Bookshop)
- Luis Fernández Lago – Oro
- Mireia Graell Vivancos – Fridas Sommer (Estiu 1993)

2019
Yousaf Bokhari – El hombre que mató a Don Quijote
- Hanga Kurucz und Eduard Vallès – Francisco Boix – Der Fotograf von Mauthausen (El fotógrafo de Mauthausen)
- Luis Fernández Lago – Wir sind Champions (Campeones)
- Iñaki Ros – Macht des Geldes (El reino)

## 2020er Jahre
2020
Carla Pérez de Albéniz – Mientras dure la guerra
- Manolo Limón – Intemperie
- Toni Novella – Leid und Herrlichkeit (Dolor y gloria)
- Ander Sistiaga – Der endlose Graben (La trinchera infinita)

2021
Luis Fernández Lago und Ana Parra – Adú
- Carmen Martínez Rebé – Black Beach
- Toni Novella – Nieva en Benidorm
- Guadalupe Balaguer Trelles – Tanz der Unschuldigen (Akelarre)

2022
Albert Espel und Kostas Sfakianakis – Mediterráneo
- Luis Gutiérrez – Der perfekte Chef (El buen patrón)
- Guadalupe Balaguer Trelles – Maixabel – Eine Geschichte von Liebe, Zorn und Hoffnung (Maixabel)
- Óscar Vigiola – Love Gets a Room

2023
Manuela Ocón – Modelo 77
- María José Díez – Cinco lobitos
- Sara E. García – Piggy (Cerdita)
- Carmen Sánchez de la Vega – As bestas
- Elisa Sirvent – Alcarràs – Die letzte Ernte (Alcarràs)

2024
Margarita Huguet – Die Schneegesellschaft (La sociedad de la nieve)
- Leire Aurrekoetxea und Luis Gutiérrez – Valle de sombras
- María José Díez – Cerrar los ojos
- Eduard Vallès – Saben aquell
- Pablo Vidal – 20.000 Arten von Bienen (20.000 especies de abejas)

2025
Carlos Apolinario – El 47
- Carlos Amoedo – Segundo premio
- Laia Gómez – Casa en flames
- Kati Martí Donoghue – Die rote Jungfrau (La virgen roja)
- Axier Pérez – La infiltrada